# Svensk Grammofonindustri
AB Svensk Grammofonindustri (SGI) var ett svenskt bolag inom grammofonskiveindustrin, också känt som "Skivfabriken i Bro".
SGI grundades 8/10 1938 av disponenten Tage Andersson i Malmö, där han då redan bedrev pressning av 78-varvs grammofonskivor (78-varvare). Till bolagsledningen knöts fabrikör Emil Pettersson och hans son Harry Svalfors, båda med bakgrund i Ramonafabriken i Stockholm. Pettersson blev snart VD för SGI. 
Samma år köpte SGI det "Gamla Mejeriet" vid Upplands-Bro järnvägsstationen. 1939 flyttades tillverkningen dit från Malmö. Flera av de anställda följde med, dock inte Andersson själv.
Andra världskriget visade sig få inlåsningseffekter på skivmarknaden. SGI expanderade snabbt och snart var man bland de största tillverkarna i Sverige, bland annat åt märken som Sonora, Husbondens röst och Columbia. Man tillverkade sin egen råvara, shellacksmassa, och gjorde sina egna matriser. Från början hade man också tryckeri och gjorde sina egna etiketter. 
1947 tillverkade 25 - 30 anställda omkring 10 000 78-varvare per dag, ibland till och med i treskift. Andersson flyttade nu upp till Stockholm och öppnade kontor på Vasagatan tillsammans med kamrer Svalfors.
Pettersson och Svalfors lämnade bolaget 1953. SGI gick mer och mer över på EP- och LP-skivor liksom kassettband, fortfarande med egentillverkad råvara, nu alltså vinylplast.
I mitten av 1970-talet inledde SGI ett samarbete med Nynäs Petroleum som såg en möjlighet att exploatera vissa av sina restprodukter, förutom vid framställningen av råvaran också till strängpressning av plastprodukter. Samarbetet gick emellertid inte så bra och 1979 sålde Tage Andersson sin andel av SGI till Nynäs Petroleum (som faktiskt behöll aktiebolaget ända till 1997).
Redan 1983 hade emellertid familjen Andersson fått möjlighet att köpa tillbaka själva fabriken. Under namnet Audiodisc och med sonen Torbjörn Andersson som VD återupptog man tillverkningen av singlar, LP-skivor och musikkassetter men även 78-varvare för den som ville ha sådana. 
Sedan Audiodisc flyttat till Bålsta 2007 köptes fastigheten av kommunen som sedan rev den 70 år gamla "skivfabriken i Bro".